# 내시경

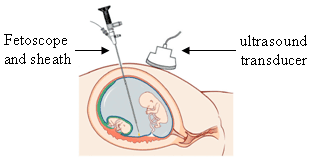
태아 감지용 내시경, 즉 "태아경"의 그림

내시경(內視鏡, 영어: endoscope)은 영상 센서, 광학 렌즈, 광원, 기계 장치로 구성된 검사 도구로, 입이나 항문 등의 구멍을 통해 신체의 깊숙한 곳을 살펴보는 데 사용된다.

## 비의료적 용도
산업용 내시경 비파괴 검사 기술
위 내용은 주로 의료 검사에서 내시경의 적용에 관한 것이다. 실제로 내시경은 산업 분야, 특히 비파괴 검사 및 시추공 탐사에서도 널리 사용된다. 파이프, 보일러, 실린더, 모터, 원자로, 열교환기, 터빈 및 기타 좁고 접근하기 어려운 공동 및 채널이 있는 제품의 내부 육안 검사를 수행해야 하는 경우, 내시경은 필수적이진 않더라도 중요한 장비이다. 이러한 응용 분야에서 내시경은 일반적으로 보어스코프(borescope)로 알려져 있다.

## 같이 보기
- 내시경 검사
- 복강경 수술